# گوردینی
گوردینی (انگلیسی: Gordini) شرکت خودروسازی فرانسوی است، که در سال ۱۹۴۶ تأسیس شد.